# Marliéria
Marliéria este un oraș în Minas Gerais (MG), Brazilia.